# Juliusz Keller
Juliusz Keller (ur. 20 czerwca 1911 w Gorlicach, zm. 1 maja 2006 w Warszawie) – polski elektronik, profesor Politechniki Warszawskiej związany z Wydziałem Elektroniki i Technik Informacyjnych.

## Życiorys

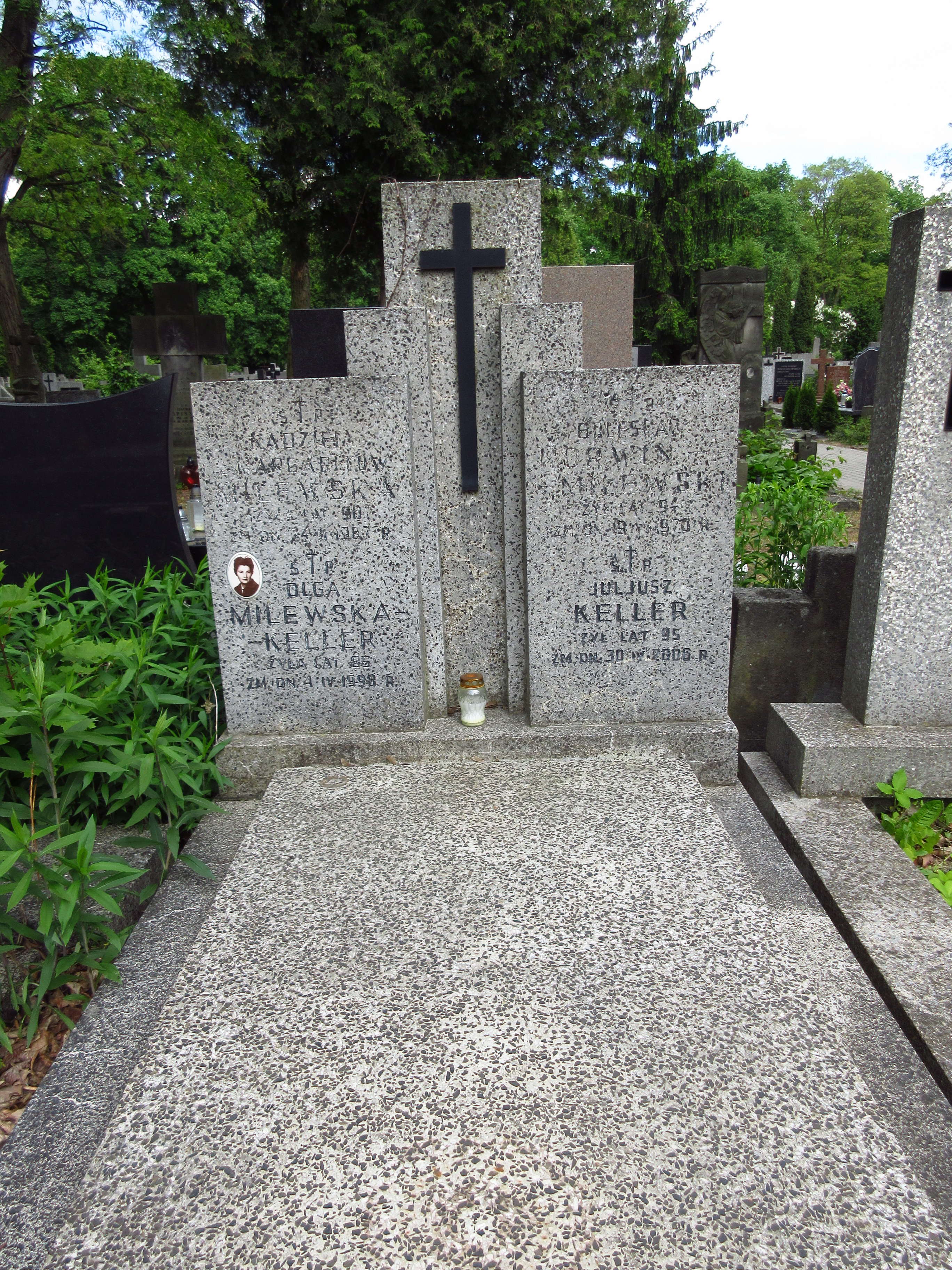
Grób profesora Juliusza Kellera na cmentarzu Bródnowskim w Warszawie

W 1929 zdał maturę w gimnazjum im. Stanisława Staszica w Warszawie. W 1935 ukończył studia na Wydziale Elektrycznym Politechniki Warszawskiej. Po odbyciu służby wojskowej, w 1936 rozpoczął pracę w Państwowym Instytucie Telekomunikacji.
W czasie wojny pracował w Wytwórni Oscylatorów Piezoelektrycznych, a następnie w Polskich Zakładach Philipsa jako kierownik działu aparatury pomiarowej.
Po 1945 podjął pracę na Politechnice Warszawskiej początkowo w Zakładzie Radiotechniki jako starszy asystent, a następnie wykładowca, równolegle pracując w placówkach naukowych. Rok później razem z prof. Cezarym Pawłowskim i Stanisławem Nowosielskim współtworzył Sekcję Elektrotechniki Medycznej przy Wydziale Elektrycznym Politechniki Warszawskiej. Od 1948 pełniąc funkcję zastępcy profesora współtworzył Zakład Budowy Aparatów Elektromedycznych na Wydziale Łączności, który w późniejszym czasie stał się samodzielną Katedrą. Od 1955 do 1959 był na Wydziale Łączności organizatorem specjalizacji Elektroniczna Aparatura Jądrowa. Pod kierunkiem Juliusza Kellera powstał pierwszy w Polsce i jeden z niewielu na świecie stereowektokardiograf, który służył do przestrzennego odwzorowywania prądów czynnościowych serca. W 1953 zespół współtworzący to urządzenie otrzymał nagrodę państwową. Rok później Juliusz Keller otrzymał tytuł profesora nadzwyczajnego. Od 1955 do 1963 był zaangażowany w pierwsze w Polsce prace związane z elektroniką jądrową, które prowadzono w Instytucie Badań Jądrowych w Świerku. W 1963 z udziałem Juliusza Kellera do nowej siedziby przeniosło się Centralne Laboratorium Ochrony Radiologicznej na warszawskim Żeraniu. W 1970 rozwiązano Katedrę Budowy aparatów Elektromedycznych i Juliusz Keller zakończył pracę na Politechnice Warszawskiej. W latach 1970–1973 kierował zespołem opracowującym dwutomową monografię Elektronika medyczna. W 1971 przeniósł się do Centralnego Ośrodka Techniki Medycznej przy Ministerstwie Zdrowia i Opieki Społecznej, gdzie objął funkcję zastępcy dyrektora ds. naukowo-technicznych, a następnie p.o. dyrektora. Prowadził tam prace nad pomiarem parametrów układu krążenia.
W 1981 przeszedł na emeryturę, ale pozostał czynnym doradcą naukowym. Od 1968 do 1993 był prezesem Komitetu Stowarzyszenia Elektryków Polskich ds. Inżynierii Medycznej oraz prezesem Komitetu Nauki i Techniki Naczelnej Organizacji Technicznej.
W 2004 otrzymał godność Członka Honorowego Polskiego Towarzystwa Inżynierii Biomedycznej.
Był mężem Olgi z Milewskich (1913–1998).
Zmarł w Warszawie, pochowany na cmentarzu Bródnowskim (kwatera 57B-2-29).

## Ordery i odznaczenia
- Krzyż Kawalerski Orderu Odrodzenia Polski
- Medal 40-lecia Polski Ludowej
- Medal 10-lecia Polski Ludowej (19 stycznia 1955)[5]
- Medal „Za zasługi dla obronności kraju”
- Złota Odznaka Stowarzyszenia Elektryków Polskich
- Złota Odznaka Naczelnej Organizacji Technicznej